# Costa veneziana
La Costa veneziana è la riviera turistica della provincia di Venezia ed è un tratto di costa marina lunga circa 130 chilometri che si affaccia sul golfo prendendo il nome dal capoluogo regionale, parte della più ampia Riviera Veneta che comprende anche la costa adriatica veneta in provincia di Rovigo.

## Geografia

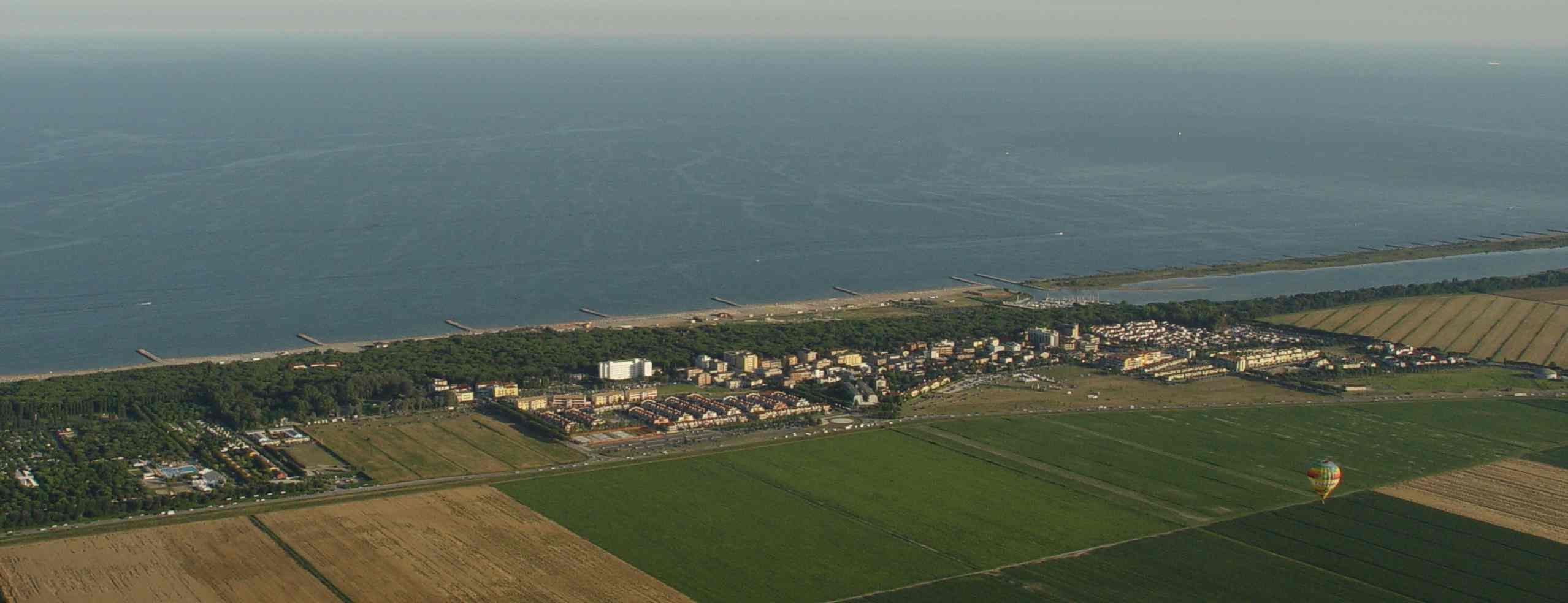
Eracleamare

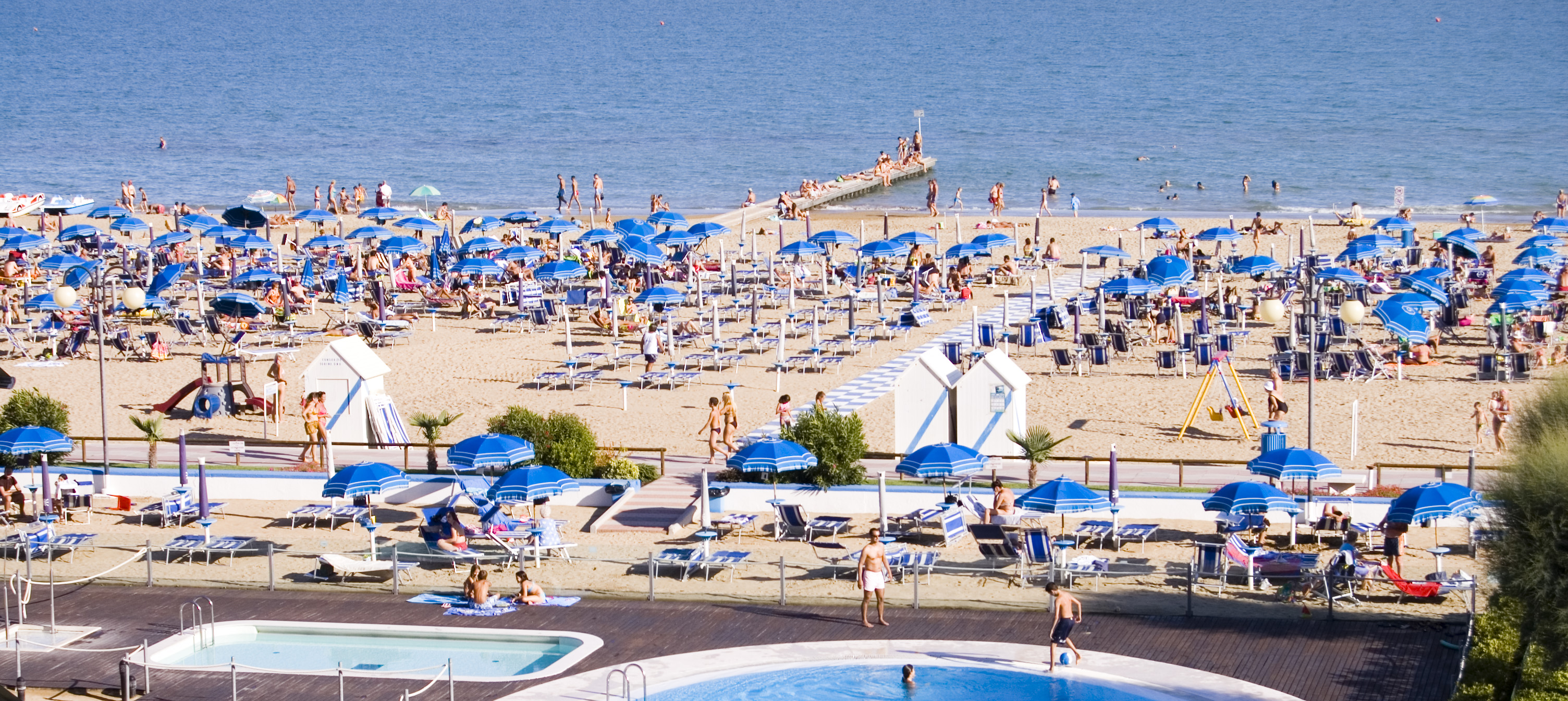
La spiaggia di Jesolo

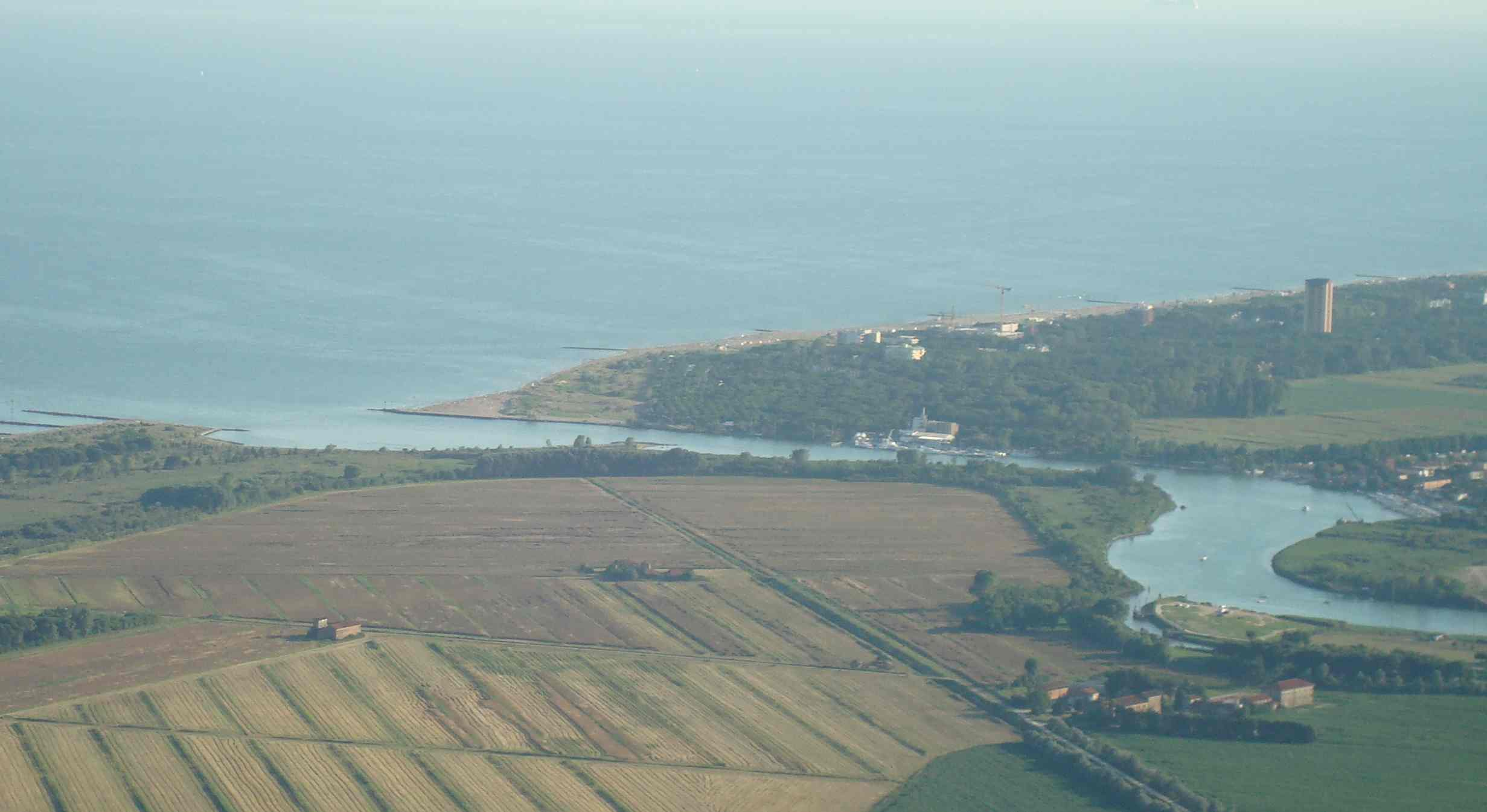
Foci del Piave e Cortellazzo

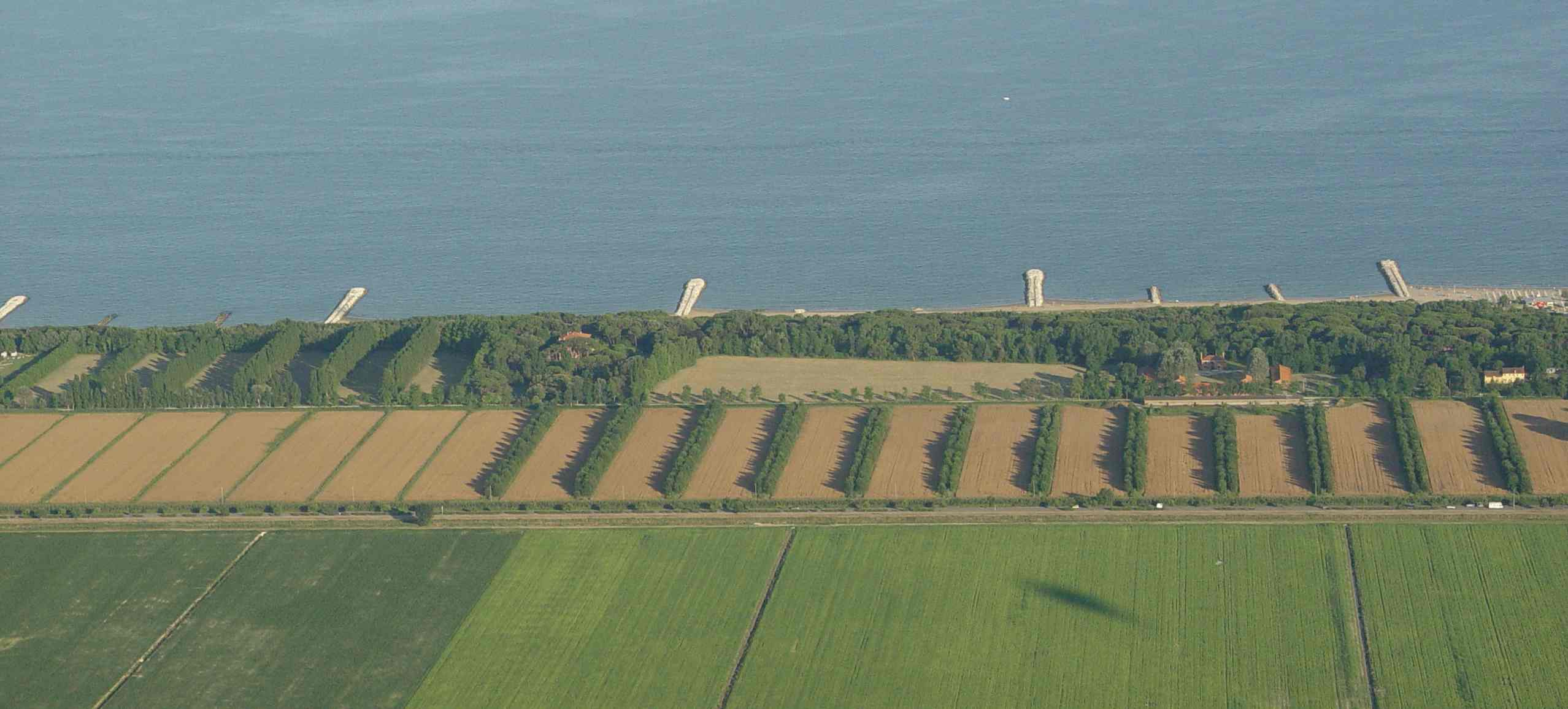
Costa veneziana

Il termine è usato appropriatamente in quanto indica un tratto di costa del Mare Adriatico prettamente basso con fondali poco profondi e sabbiosi.
È caratterizzata da spiagge ampie e sabbiose, con la presenza nella sua estensione nordorientale di frequenti zone naturalistiche (lagune, valli e pinete), mentre al centro si ha la laguna di Venezia seguita a breve distanza dalla piccola Laguna del Mort e dalla successiva Laguna di Caorle retrostante la spiaggia di Brussa.
Nei centri di Jesolo, Caorle e Bibione si è assistito, negli ultimi 50 anni, ad una progressiva crescita urbanistica dovuta all'incremento del turismo di massa. Dal dopoguerra in avanti l'affluenza turistica in questa area è stata infatti inarrestabile, facilitata anche dalla facile raggiungibilità dal nord Europa e da tutto il settentrione d'Italia.
La Costa Veneziana è uno dei più grandi comprensori turistici ed è il primo d'Italia (con oltre 30 milioni di presenze nel 2005.
La proposta d'ospitalità che viene offerta ai visitatori italiani e stranieri è la più varia, passando dalle località di divertimento e frenesia (quali Jesolo e Bibione) alle città d'arte come Venezia e Caorle oppure alle spiagge vocate alle vacanze per famiglie come Eracleamare. Nel 2008 le località di Cavallino-Treporti, Jesolo, Eracleamare, Caorle e Bibione hanno ottenuto dalla FEE il riconoscimento della Bandiera Blu per la qualità della balneazione e la certificazione dei servizi a spiaggia.
Nel 2009 tutte le località turistiche della Costa Veneziana hanno ricevuto dalla FEE il riconoscimento della Bandiera Blu a conferma del processo di certificazione turistica ed ecologica in corso sul litorale del Veneto.

### Principali Località
Percorrendo il lungomare da sud ovest a nord est si incontrano le seguenti località balneari:
- Sottomarina;
- Lido di Venezia;
- Punta Sabbioni
- Cà Savio;
- Cavallino-Treporti;
- Lido di Jesolo;
- Cortellazzo
- Eracleamare;
- Duna Verde;
- Porto Santa Margherita;
- Caorle;
- Brussa;
- Bibione Pineda;
- Bibione.

## Dati climatologici
I rilevamenti climatici di riferimento provengono dalla stazione meteorologica di Venezia Tessera che si trova nell'area climatica dell'Italia nord-orientale, nel Veneto, presso l'area aeroportuale di Tessera, a 6 metri s.l.m, e baricentrica rispetto all'andamento ad arco della costa.
In base alla media trentennale di riferimento (1961-1990) per l'Organizzazione Mondiale della Meteorologia, la temperatura media giornaliera del mese più freddo, gennaio, si attesta a +2,5 °C, quella del mese più caldo, luglio, è di +22,7 °C; mediamente si contano 59 giorni di gelo all'anno. D'estate, da giugno a settembre, la temperatura massima media è attorno ai 25 °C e rappresenta l'icona del "clima fresco temperato" principale attenzione dei turisti che frequentano ogni anno il comprensorio turistico.
Le precipitazioni medie annue, distribuite in modo irregolare con un minimo relativo invernale, risultano attorno agli 800 mm e distribuite mediamente in 83 giorni.
.
| VENEZIA TESSERA                    | Mesi | Mesi | Mesi | Mesi | Mesi | Mesi | Mesi | Mesi | Mesi | Mesi | Mesi | Mesi | Stagioni | Stagioni | Stagioni | Stagioni | Anno  |
| VENEZIA TESSERA                    | Gen  | Feb  | Mar  | Apr  | Mag  | Giu  | Lug  | Ago  | Set  | Ott  | Nov  | Dic  | Inv      | Pri      | Est      | Aut      | Anno  |
| ---------------------------------- | ---- | ---- | ---- | ---- | ---- | ---- | ---- | ---- | ---- | ---- | ---- | ---- | -------- | -------- | -------- | -------- | ----- |
| T. max. media (°C)                 | 5,8  | 8,2  | 12,0 | 16,3 | 21,2 | 24,8 | 27,5 | 27,0 | 23,6 | 18,1 | 11,5 | 6,7  | 6,9      | 16,5     | 26,4     | 17,7     | 16,9  |
| T. min. media (°C)                 | −0,9 | 0,7  | 3,8  | 7,9  | 12,3 | 15,9 | 17,8 | 17,3 | 14,2 | 9,4  | 4,2  | 0,0  | −0,1     | 8,0      | 17,0     | 9,3      | 8,6   |
| Giorni di gelo (Tmin ≤ 0 °C)       | 19   | 13   | 5    | 0    | 0    | 0    | 0    | 0    | 0    | 0    | 5    | 17   | 49       | 5        | 0        | 5        | 59    |
| Precipitazioni (mm)                | 58,1 | 54,2 | 57,1 | 64,3 | 68,7 | 76,4 | 63,1 | 83,1 | 66,0 | 69,0 | 87,3 | 53,7 | 166,0    | 190,1    | 222,6    | 222,3    | 801,0 |
| Giorni di pioggia                  | 7    | 6    | 7    | 8    | 8    | 9    | 6    | 7    | 5    | 6    | 8    | 6    | 19       | 23       | 22       | 19       | 83    |
| Umidità relativa media (%)         | 81   | 77   | 75   | 75   | 73   | 74   | 71   | 72   | 75   | 77   | 79   | 81   | 79,7     | 74,3     | 72,3     | 77       | 75,8  |
| Eliofania assoluta (ore al giorno) | 2,6  | 3,8  | 4,6  | 5,8  | 7,4  | 8,1  | 9,3  | 8,3  | 6,6  | 4,9  | 2,9  | 2,5  | 3,0      | 5,9      | 8,6      | 4,8      | 5,6   |